# Arraquión

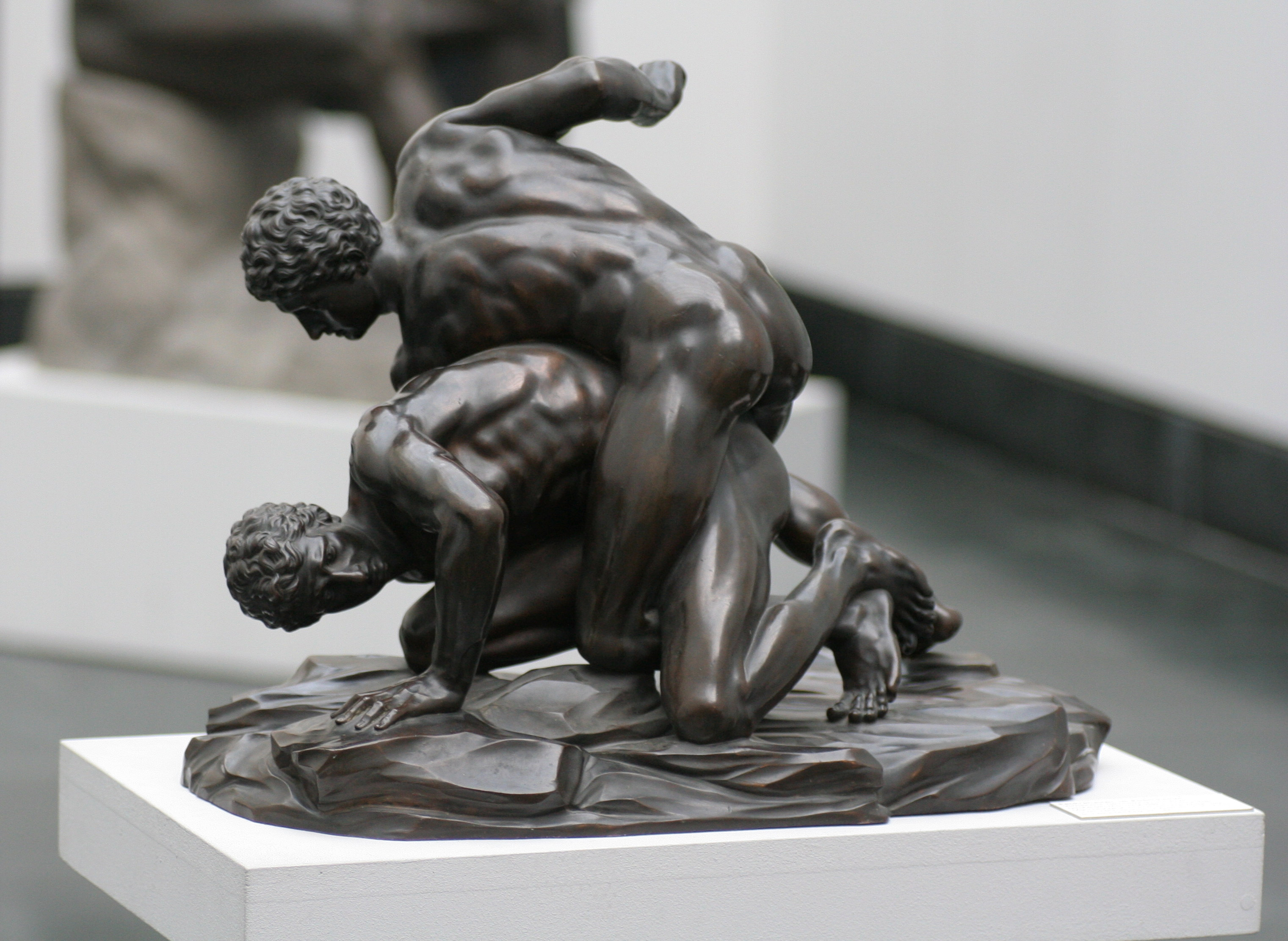
Pancraciastas en combate. Réplica reducida de una escultura de mármol romano, que a su vez sigue un modelo griego del. La copia es de aprox. 1900. Colecciones estatales de antigüedades.

Arraquión o Arriquión (Ἀρριχίων: f. 564 a. C.) fue un atleta griego, de Figalia. Fue un famoso pancraciasta en los juegos olímpicos, y vencedor de todos sus contrincantes.
Tras vencer en dos olimpiadas, luchaba por tercera vez en Olimpia por la corona en el pancracio. Su oponente le estranguló y murió pero él logró, en el último momento, la rendición de su adversario al romperle un dedo del pie. Los helanódicas adjudicaron el premio al cadáver de Arraquión, lo coronaron de acebuche y erigieron una estatua a su memoria en Figalia.